# Тадас Ходакаускас
Тадас Ходакаускас (4 травня 1889 — 25 квітня 1959) — давній мер Паневежиса, Литва (1925—1940).
Брат Романаса Ходакаускаса (1883—1932), Софії Сметонієне (1884—1968) та Ядвиги Тубелієне (1891—1988). Тадас входив до дворянської родини Ходаковських.

## Дошкільне життя та освіта
Тадас Ходакаускас народився 4 травня 1889 р. У маєтку Гавенонієвих в родині Антанаса Ходакаускаса (1850—1925) та Марії-Йоанни Ходаковської (1852—1910).
Він мав одного старшого брата Романаса Ходакаускаса (1883—1932) та двох сестер Софію Сметонієне (1884—1968) та Ядвигу Тубелієне (1891—1988).
Навчався у Санкт-Петербурзькій гімназії св. Катерини, яку закінчив у 1907 р., А потім в Імператорському університеті Санкт-Петербурга.

## Російська імператорська армія
1 листопада 1914 року Тадас був призваний до складу Російської імператорської армії і призначений до складу Гвардійського лейб-гвардійського гусарського полку, легкого кавалерійського полку.
Після призову на військову службу навчався у Павлівській військовій школі в Санкт-Петербурзі.
До 1917 року він служив командуючим 171 батальйонною ротою.

## Литовська добровольча армія
У 1918 році Тадас повернувся до Литви і оселився в Паневежисі.
8 грудня 1918 року він приєднався до литовської добровольчої армії.
26 травня 1919 року він був призначений офіцером з особливих питань в штабі Міністерства національної оборони, а через тиждень став членом Паневежиса і повітовим військовим комендантом на службі з 1919 по 1924 рік.
1 червня 1920 року Тадасу було присвоєно звання капітана, а потім 11 жовтня 1920 року він закінчив старші курси офіцерського складу.
1 червня 1923 року Тадасу було присвоєно звання майора, а потім, 23 січня 1924 року, він був призначений керівником мобілізації Паневежиського району.
10 лютого 1925 року він був звільнений з армії.

## Мер Паневежиса (1925—1940)
У 1925 році Тадаса було обрано мером міста Паневежис, який він обіймав до 1940 року
Будучи мером, він мешкав за адресою 22 Vasario 16-Osios gatvė, Паневежис і купив садибу Станюнай, власність на околиці Паневежиса.
У цей час він також був членом правління Паневежиського відділення Державного банку Литви.
22 січня 1928 р. Тадас був обраний головою другої ради Паневежиського відділення ЛККСС. Він обіймав цю посаду до 1936 р. У 1929 р. Тадас побудував у Берчунай віллу, яка була альтернативою для відпочиваючих Паланзі. Курорт біля Паневежиса любили студенти, інтелігенція та знать. Письменник, громадський діяч і двоюрідний брат Тадаса Габріеле Петкевічайте-Біте, 1936—1938, проводив літо в Берчунай.

## Радянська окупація
Після радянської окупації Литви в 1940 році Тадас та його сім'я поїхали з Паневежиса до Мазурських озер у Польщі, щоб приєднатися до своїх сестер Софії та Ядвиги та Антанаса Сметони.

У своїй " Pro memoria " Антанас Сметона описав те, що сказав їм Тадас:
"Він повідомив нам багато новин з кордону. Все це було сумно: одних людей заарештували в Литві, інших — у в'язниці… По обидва боки кордону ходять розмови про те, що німці скоро повернуться і вони будуть переслідувати більшовиків з Литви. Тож він сподівається повернутися додому у серпні "

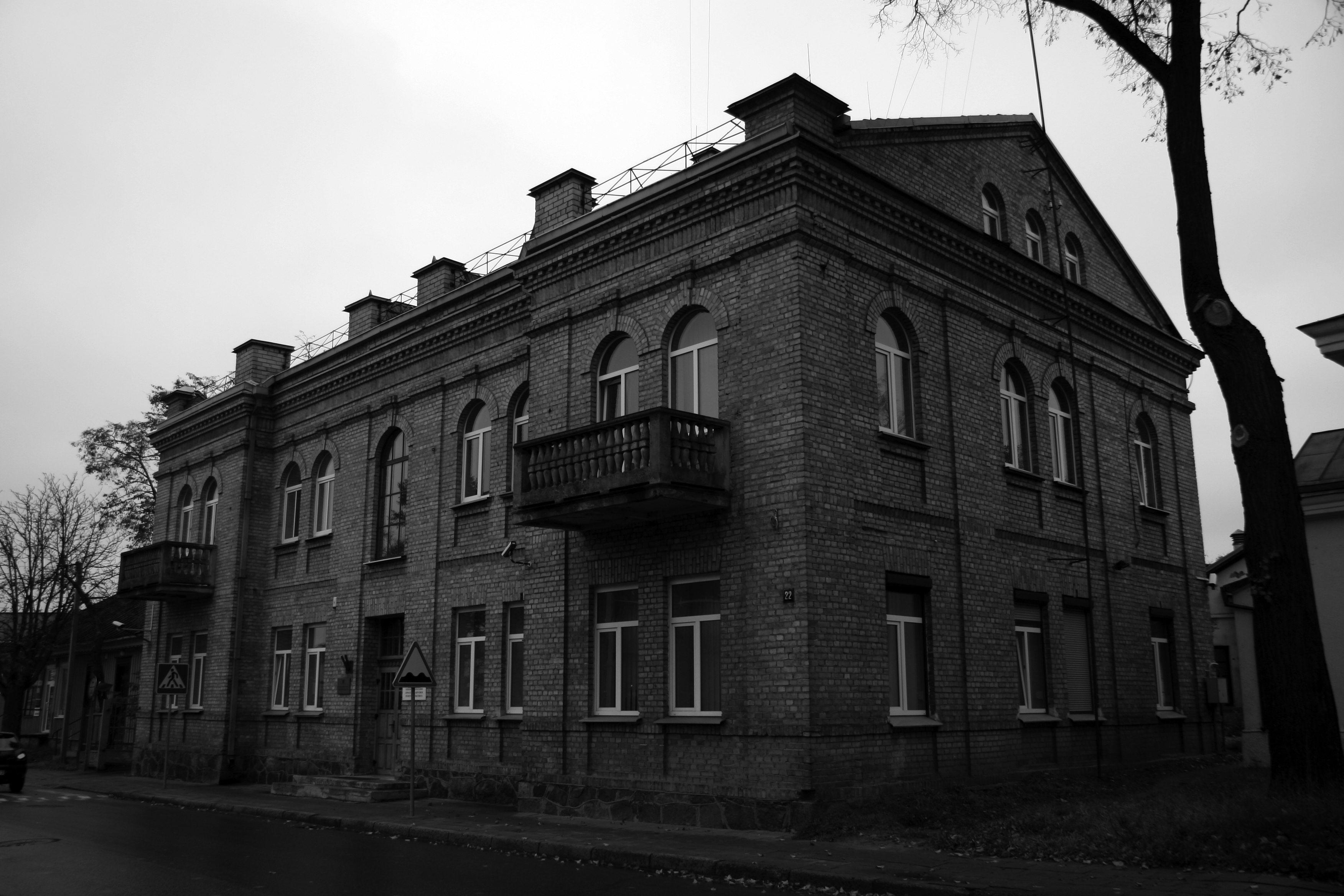
Будинок Тадаса Ходакаускаса — 22 Vasario 16-Osios gatvė, Паневежис

Тадас та його сім'я зупинилися у Сметона на « Мисливських висотах» (Gästeheim Jägerhöhe) на курорті Швенцайт у Мазурському озерному краї. Курорт знаходився приблизно в чотирьох км від міста Ангербург (Венгожево).
Коли 17 серпня Антанас Сметона, Софія та Ядвига виїхали до Берліна, Тадас з родиною поїхав до Данцига (нині Гданськ).
Там Тадас влаштувався на посаду керівника німецького радгоспу « Лебабрик».
Його дружина Ядвига та син Станіслава були поховані в німецькому таборі біженців.
Коли Червона Армія наближалася, Ядвига та Станіславас зуміли рушити на захід, тоді як Тадас залишився у місті. Зрештою Ядвига та Станіслава емігрували до США.
Тадаса, однак, вважали зниклим безвісти. У червні 1940 р. Литовський Саугумас, служба державної безпеки, яка зараз знаходиться в руках прорадянського режиму, повідомила, що люди в литовському Паневежисі вітали «падіння династії Ходакаускасів», яка так домінувала в місцевій політиці.

## Повернення до Литви
Тадас підкорився суворим вимогам німців і потрапив у окуповану радянськими землями частину Німеччини.
Отримавши вигадані документи на ім'я Леонаса Люткевичюса, він повернувся до Литви, оселився в селі Чичкай Вілкавішкіського району і влаштувався на роботу підсобним робітником у фермера на ім'я Масайтис.
Священик парафії Ланкелішкяй Юстінас Лелешіус (партизанське ім'я «Графас») (1917—1947) (найвідоміший з небагатьох священиків, який брав активну участь у боротьбі проти радянських окупантів і, мабуть, єдиний партизанський капелан які воювали в рядах партизан) попросив Тадаса приєднатися до руху опору.

## Агент НКГБ
22 грудня 1945 р. НКГБ (радянський апарат державної безпеки з 1943 по 1946 рр.) Заарештував, допитав і зламав Тадаса.
Він став агентом НКГБ (кодова назва «Лев», особистої справи: 15136.) Спочатку його використовували як агента тюремної камери у в'язниці Маріямполе.
1 травня 1949 року він брав участь у знаменитій операції МГБ (радянський апарат державної безпеки з 1946 по 1953 рік) у Паланзі.

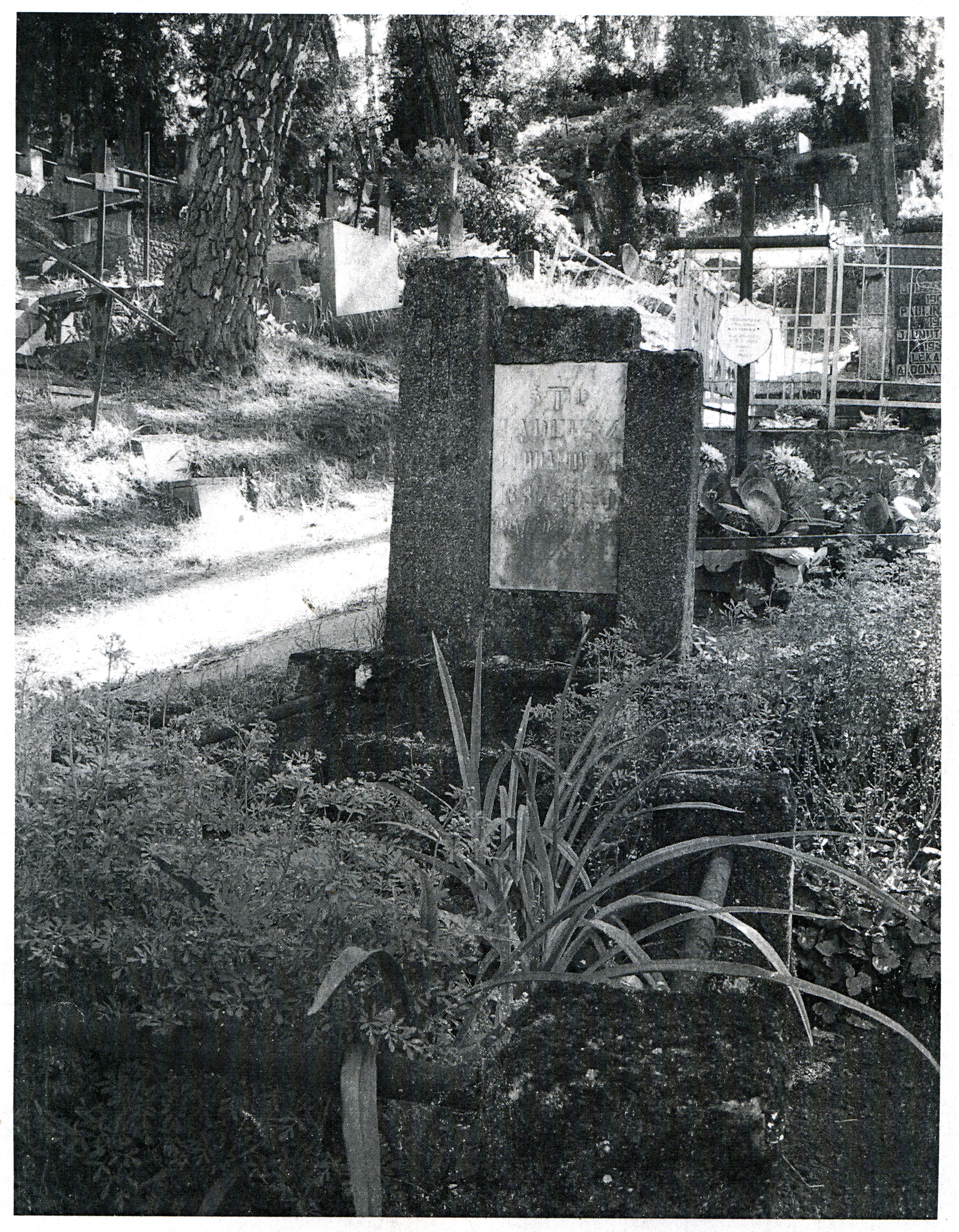
Могила Тадаса Ходакаускаса на кладовищі Саулес

Офіцери під прикриттям, надіслані Британською службою таємної розвідки (він же МІ6) і очолювані Йонасом Декснісом, висадились у Паланзі о другій ночі, щоб допомогти антирадянському опору. До них увійшли Декснис, його оператор бездротового зв'язку, Юстас Брієдіс, Казімерас Піпліс, латиш на ім'я Відвудс Свеїч та двоє естонців. Тадас був представлений їм командуючим Жамойтського округу і заманив їх у пастку.
Декснису, Свеїку та Піплісу вдалося врятуватися, але двоє естонців та Бредіс загинули під час стрілянини.
Ця операція мала вирішальний вплив на знищення Бендраса Демократініо Пасіпрієшинімо Санджудіса (BDPS) (en: «Загальний рух за демократичний опір»), який намагався об'єднати всі антирадянські сили опору в країнах Балтії.
Пізніше Йонас Дексніс був схоплений МГБ і став «агентом Петренка». МГБ використовував його для поширення дезінформації за кордоном за допомогою «радіоігор» та з метою пропаганди в Литві через пресу та кіно.

## Смерть і поховання
22 квітня 1959 року Тадас помер у Вільнюсі від серцевого нападу.
Похований на кладовищі Саулес у Вільнюсі 25 квітня 1959 року.

## Нагороди та колекції

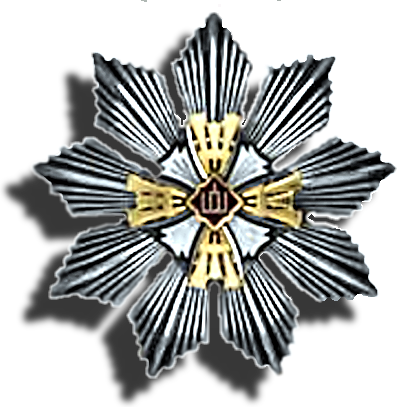
Орден великого князя литовського Гедиміна

Тадас нагороджений Хрестом Витіса, орденом 5 ступеня (у 1929 р.) Та орденом Великого князя Литовського Гедиміна, орденом 3 класу.
Частина меблів Тадаса експонується в музеї Паневежиса, і частина експозиції присвячена йому.
Тадас був антикваром і колекціонером предметів мистецтва. У одного з його родичів є кишенькові годинники 18-го століття, вироблені Тобіасом у Лондоні, на яких є російський футляр із коштовностями та емальованою руською мовою. Йому сказали, що спочатку це було від Тадаса.

## Особисте життя
Тадаш одружився з Ядвигою Косинскайте-Велті (1899—1974) 15 лютого 1922 року в муніципалітеті Кедайняйського району.
У неї був один син, Станіславас (1920-c1975), від попереднього шлюбу. У 1929 році Тадас офіційно прийняв Станіславаса.
Ядвига Косінскайте-Велті та Станіславас емігрували до США, де живуть їхні нащадки.